# Transwest Air
Transwest Air — канадская авиакомпания со штаб-квартирой в городе Принс-Альберт (Саскачеван), выполняющая регулярные и чартерные пассажирские перевозки главным образом по аэропортам провинции Саскачеван.

## Общие сведения
Transwest Air была образована в 2000 году путём слияния двух авиакомпаний: «Air Sask» (La Ronge Aviation) и «Athabaska Airways».
В современном периоде Transwest Air эксплуатирует три лайнера Saab 340, вертолёты и самолёты, рассчитанные на взлёт и посадку с грунтовых площадок.

## История
Авиакомпания была основана Флойдом Глассом, который учился на пилота в 1930-х годах, а затем служил военным инструктором во время Второй мировой Войны.
После окончания войны долгое время Гласс работал генеральным директором государственной компании «Saskatchewan Government Airways», затем ушёл в авиакомпанию «Queen Charlotte Airways», штаб-квартира которой находилась в провинции Британская Колумбия.
В 1955 году пилот вернулся в Саскачеван и основал собственную авиакомпанию «Athabaska Airways», которая в настоящее время работает под брендом Transwest Air. Флойд Гласс скончался в 2000 году.

## Маршрутная сеть

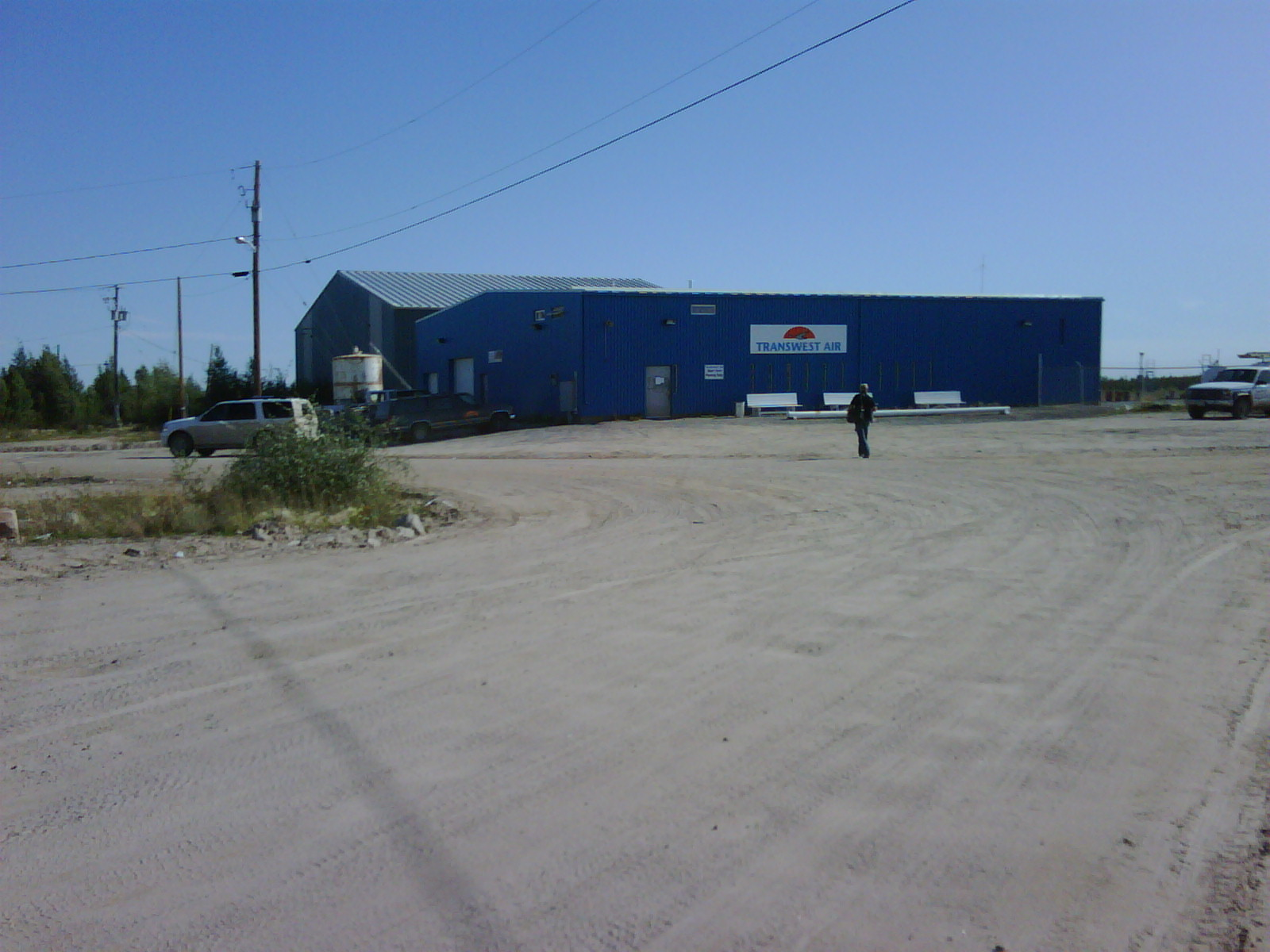
Собственный терминал Transwest Air в Аэропорт Стоуни-Рапидс

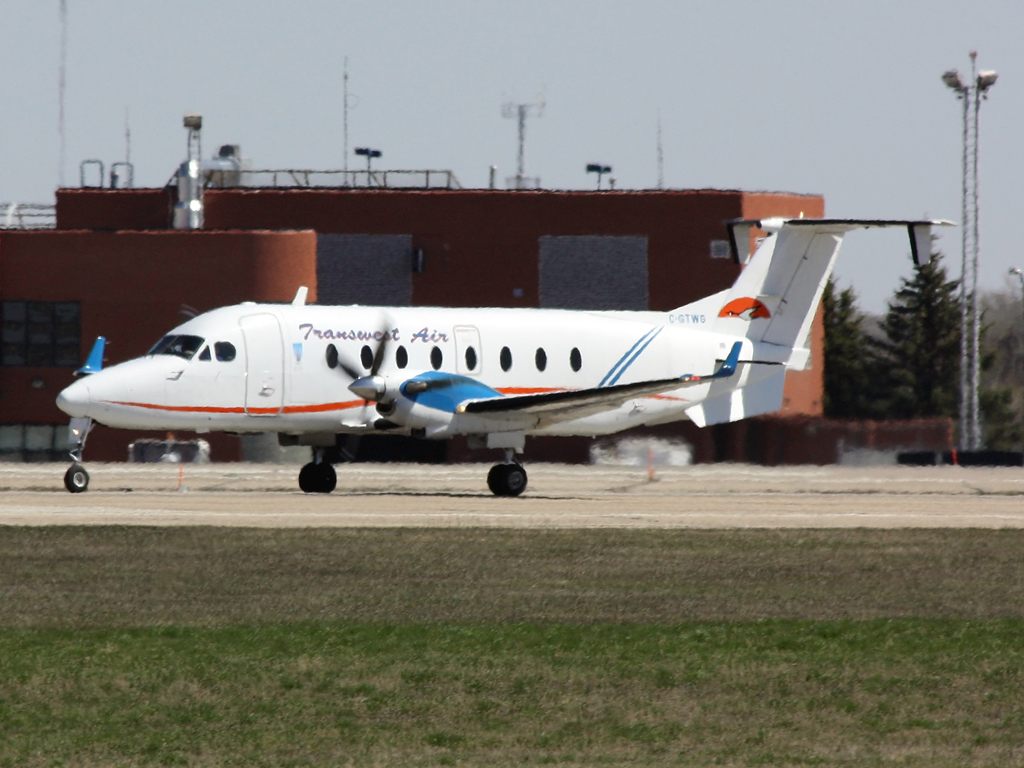
Beech 1900D (регистрационный C-GTWG) Transwest Air в Международном аэропорту Реджайны

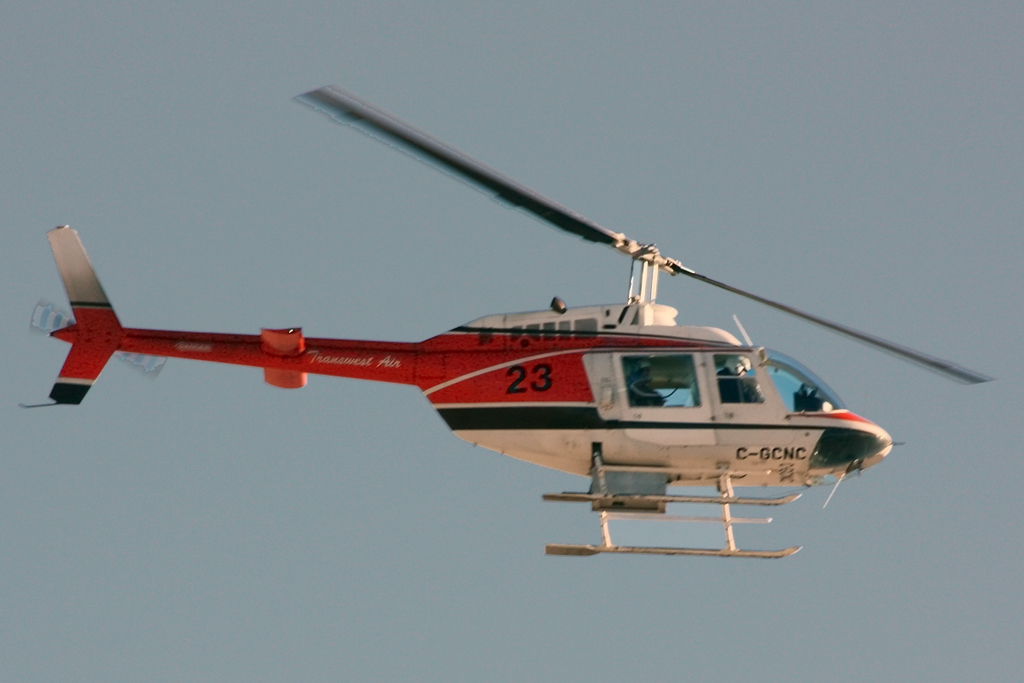
Вертолёт Bell 206B авиакомпании Transwest Air (регистрационный C-GCNC) в Международном аэропорту Реджайны

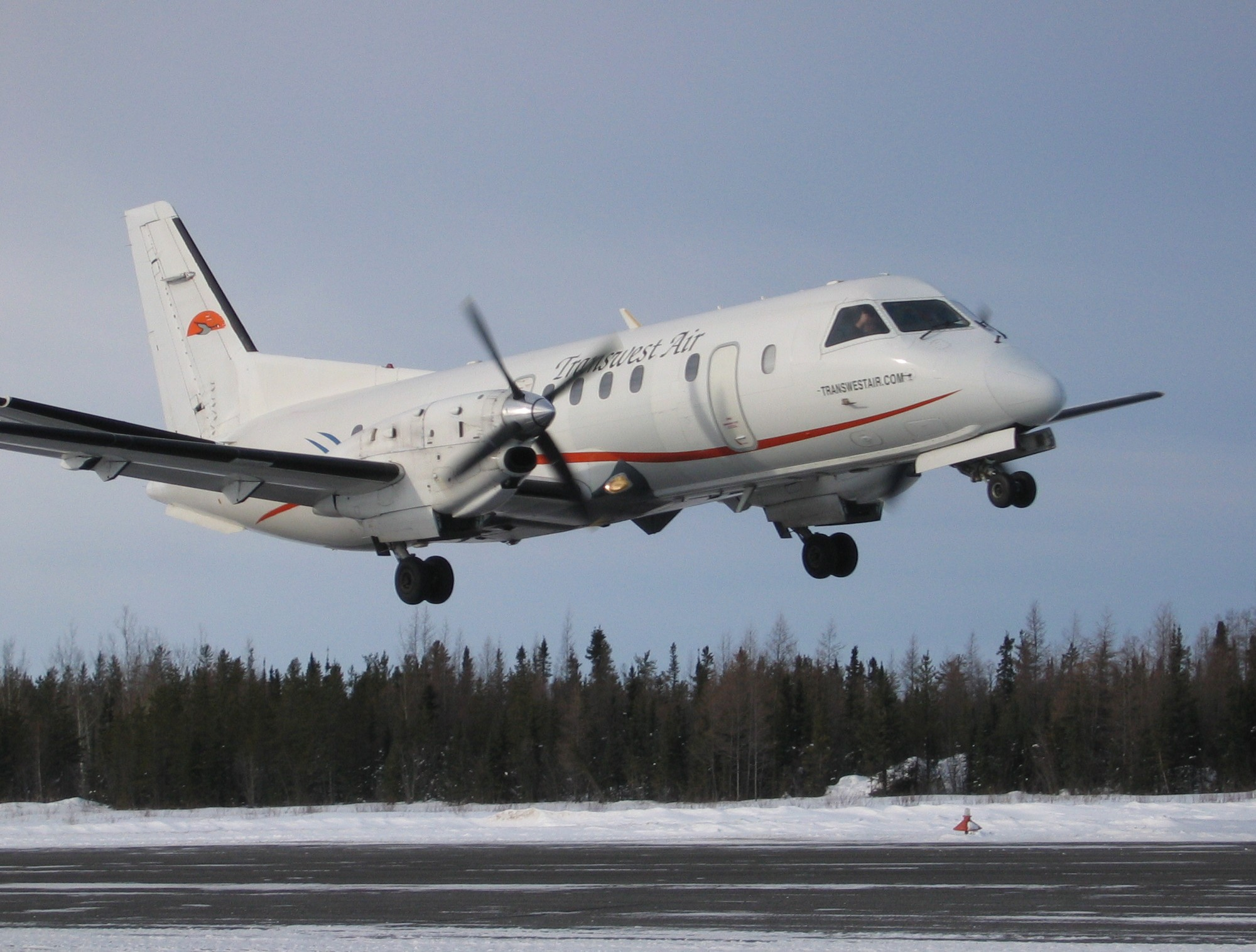
Saab 340 авиакомпании Transwest Air

Transwest Air выполняет регулярные пассажирские рейсы по следующим пунктам назначения:
- Саскачеван
  - Фонд-дю-Лак — Аэропорт Фонд-дю-Лак
  - Ла-Ронж — Аэропорт Ла-Ронж
  - Пойнтс-Норт — Посадочная площадка Пойнт-Норт
  - Принс-Альберт — Аэропорт Принс-Альберт
  - Саскатун — Международный аэропорт Саскатун имени Джона Дифенбейкера
  - Стоуни-Рапидс — Аэропорт Стоуни-Рапидс
  - Уолластон-Лейк — Аэропорт Уолластон-Лейк
- Манитоба
  - Линн-Лейк — Аэропорт Линн-Лейк (чартерный узел)

## Флот
По состоянию на апрель 2010 года флот авиакомпании Transwest Air состоял из 48 воздушных судов, 47 из которых были зарегистрированы Министерством транспорта Канады.